# Дьюк, Бенджамин Ньютон
Бенджамин Ньютон Дьюк (англ. Benjamin Newton Duke; 1855—1929) — американский табачный, текстильный и энергетический промышленник, также филантроп.

## Биография
Родился 25 апреля 1855 года в городе Дарем, Северная Каролина, в семье промышленника и филантропа Вашингтона Дьюка и его второй жены Артелии Рони Дюк. У него было два единокровных брата от первого брака отца: Сидни Тейлор и Броуди Леонидас, а также родные сестра Мэри Элизабет и брат Джеймс Бьюкенен.
21 февраля 1875 года Бенджамин Дьюк женился на Саре Пирсон Энджер, от которой у него родились дочь Мэри Лилиан Дьюк и сын Энджер Бьюкенен Дьюк.
Бенджамин вместе с братом вошли в табачный бизнес своего отца, и в 1890 году он стал вице-президентом компании American Tobacco Company. В 1892 году семья Дюков открыла свой новый бизнес — текстильное производство в Дареме, компанию Erwin Mill. В 1905 году вместе с братом они основали энергетическую компанию Southern Power Company, которая позже стала известна как Duke Energy. Первоначально она снабжала электроэнергией их собственную текстильную фабрику, но в течение двух десятилетий их энергетические мощности были значительно расширены, и они снабжали электричеством более 300 хлопчатобумажных фабрик и другие промышленные компании в Северной и Южной Каролине.

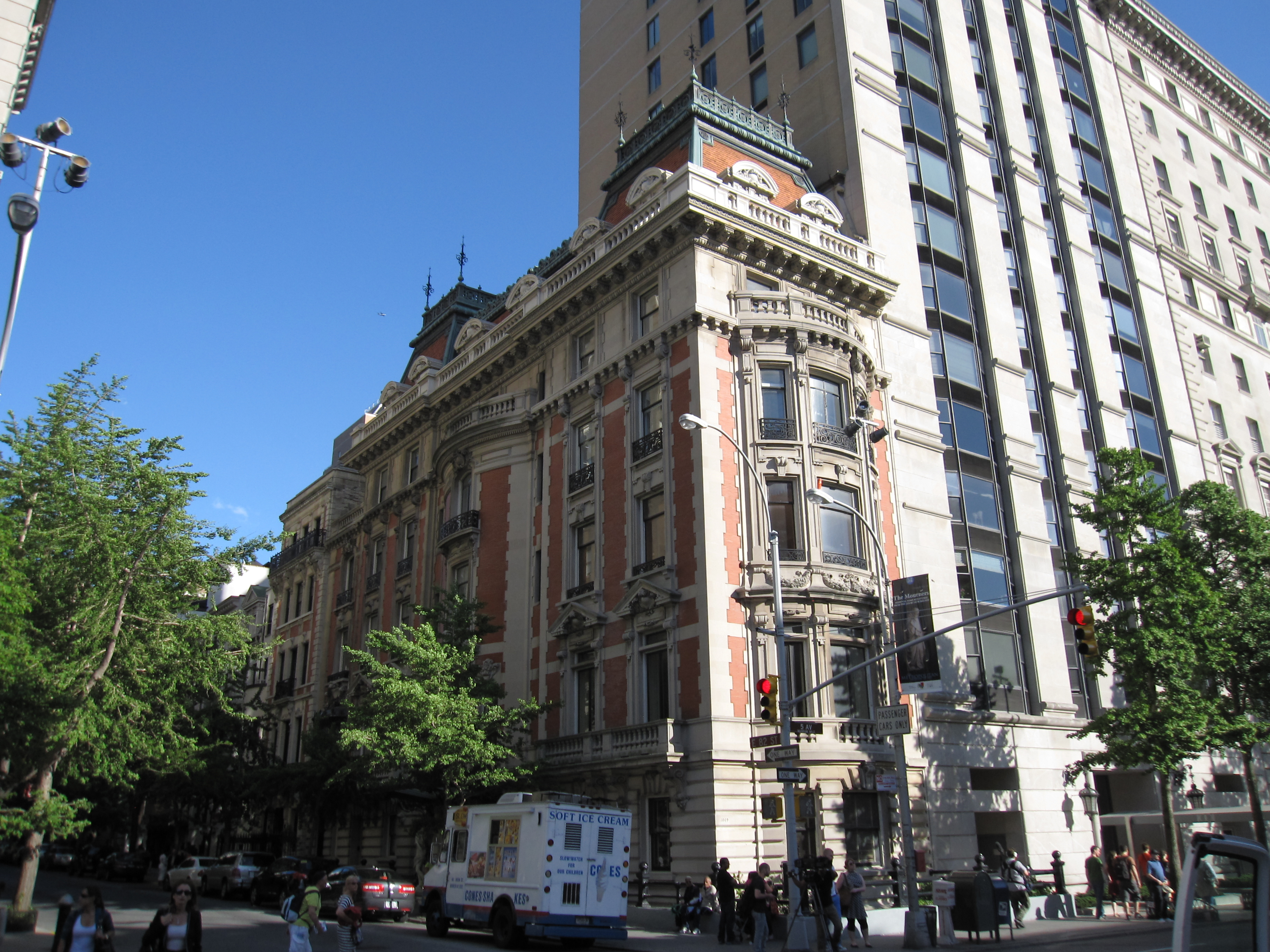
Дом Бенджамина Дьюка в Нью-Йорке

Бенджамин Дьюк был основным благотворителем Тринити-колледжа после его переезда в Дарем. На протяжении многих лет он жертвовал значительные средства на улучшения, развитие и стипендии. В настоящее время Университет Дьюка предлагает стипендии, которые в кампусе называют «BN».
Последние годы жизни Бенджамин жил в Нью-Йорке, где и умер 8 января 1929 года. Он был похоронен рядом с отцом и братом в мемориальной часовне в часовне Университета Дьюка на территории университетского кампуса.